# Línia evolutiva de Wooloo
La Línia evolutiva de Wooloo, pertany a l'octava generació, a aquesta línia evolutiva apareixen Wooloo i Dubwol.

## Wooloo
Wooloo és un personatge fictici de la franquícia de videojocs de Pokémon, així com d'altres jocs i productes derivats. És de tipus normal. El nom "Wooloo" ve de la paraula Wool, que significa llana en anglès.

### Presentació
El 5 de Juny de 2019 es va fer un Pokémon Direct en el qual es presentava aquest Pokémon amb altres, però va ser aquest el que va ser el centre d'atenció.

### Biologia
La llana blanca que recobreix els Wooloo no deixa de créixer al llarg de la seua vida. De fet, encara que els esquilen per complet, en un temps aproximat de tres mesos els tornarà a créixer fins a arribar a la seua longitud original. Aquesta llana és molt apreciada a la regió de Galar i és utilitzada per a crear diferents tipus de tèxtils com catifes. Els Wooloo normalment viuen en bestiars i imiten les accions del seu entrenador. Fugen rodant dels seus enemics per a evitar les baralles.

### Controvèrsia
PETA (Persones pel Tracte Ètic dels Animals) va utilitzar una imatge d'aquest Pokèmon per a fer una campanya en contra de l'ús de llana en la roba. Encara que aquesta campanya no va ixir com ells destijaven i els aficionats de la franquicia van començar a fer comentaris en contra d'aquesta campanya.

## Dubwool
Dubwool és un personatge fictici de la franquícia de videojocs de Pokémon, així com d'altres jocs i productes derivats. És de tipus normal.